# 小行星4229
小行星4229（英語：4229 Plevitskaya）是一颗围绕太阳公转的小行星。1971年1月22日，柳德米拉·切爾尼赫在克里米亚发现了此天体。
这颗小行星的绝对星等为323.3203551517894等。